# Guerra Chichimeca

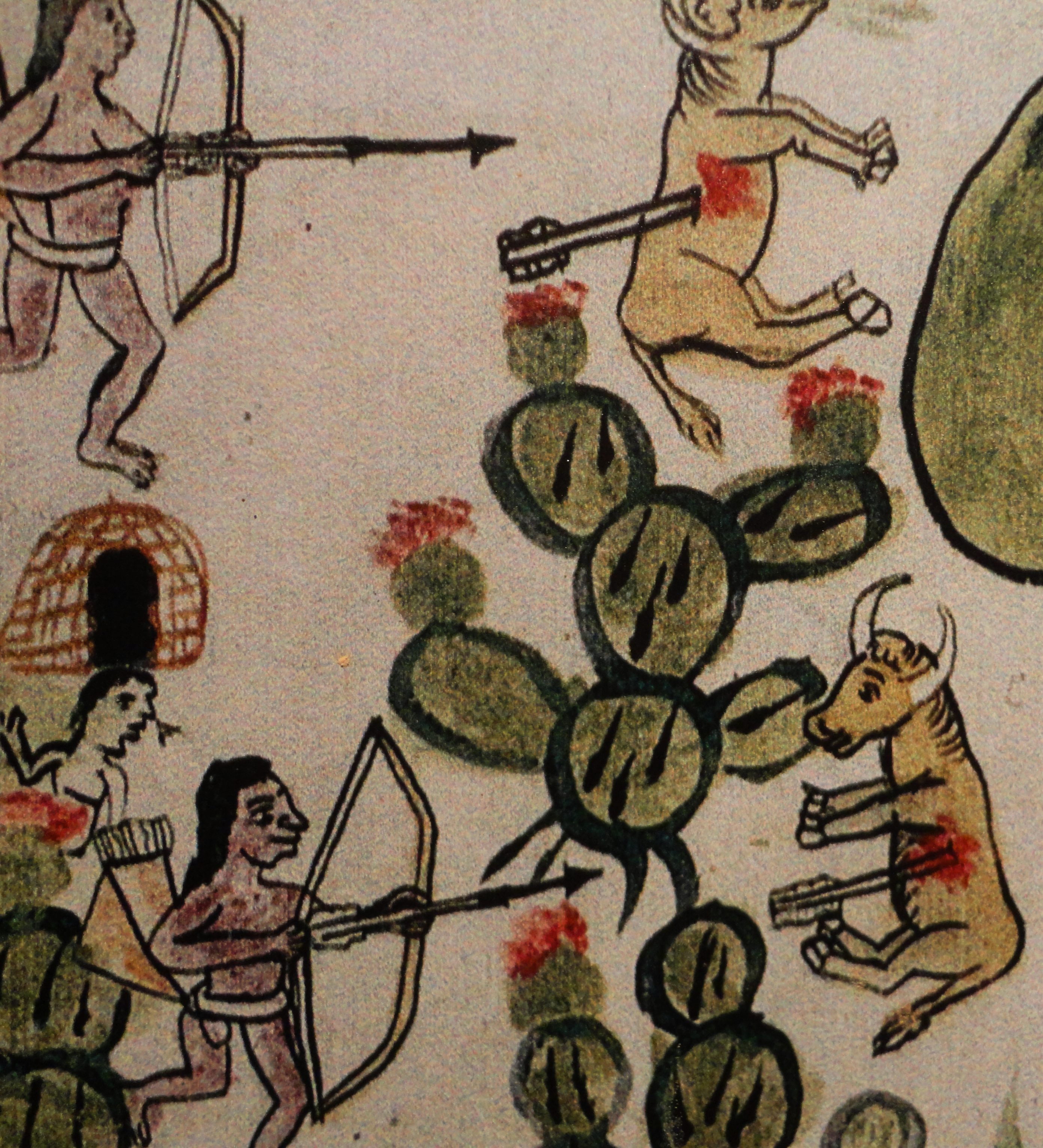
Los chichimecas era el nombre genérico dado por los españoles a una serie de confederaciones mullticulturales de pueblos indígenas que habitaban la región norcentral del actual México en el s.XVI.

Se conoce como Guerra Chichimeca a la continuación de la Guerra del Mixtón, que enfrentó a las fuerzas españolas con una confederación de naciones indígenas al norte de la meseta central del actual México. Aunque algunos autores dividen la guerra en dos periodos diferenciados, se trató de un conflicto ininterrumpido de guerra de guerrillas,que se prolongaría hasta los inicios del s.XVII.

«(la guerra de los Chichimecas fue) la guerra contra indígenas más prolongada en toda la historia de Norteamérica (...) es la historia de la triunfal resistencia militar indígena a las fuerzas mandadas por los españoles en una época en que las milicias españolas eran invencibles en Europa».
 P. Powell

Hasta 1543, no había tenido lugar ninguna incursión española exitosa en la zona norte de la meseta central. Tras el descubrimiento de yacimientos de plata, primero en Zacatecas y luego en Guanajuato, los españoles encontraron una gran motivación para penetrar los territorios indígenas que hasta entonces les habían parecido poco redituables como para justificar las costosas campañas militares que implicaba la ocupación de tales tierras semiáridas, habitadas por complejas confederaciones de tribus guerreras, conocidas genérica y despectivamente por los europeos como chichimecas.
Durante este periodo, los españoles buscaron asegurar una ruta comercial que conectara las regiones mineras con la capital del virreinato, atacando continua y ferozmente a los pueblos originarios, que resistieron tenazmente a la invasión, siguiendo una estrategia de combates rápidos de menor escala y saqueos contantes de caravanas, que se prolongó por varias décadas.
A diferencia de la Guerra del Mixtón, parte de algunas tribus, se habían convertido al cristianismo y establecido cierta alianza con los españoles. La Guerra Chichimeca se llevó a cabo en un extenso territorio conocido como La Gran Chichimeca, que abarcaba los actuales estados de Zacatecas, Guanajuato, Aguascalientes, Jalisco, San Luis Potosí, Coahuila y partes de Querétaro, Michoacán, Durango y Chihuahua. Una compleja red de confederaciones indígenas nómadas y seminómadas, hablantes de diferentes ramas de lenguas otomangues y yutonahuas, (entre los que destacan los zacatecos, guachichiles, caxcanes, pames y guamares, entre muchas otras) enfrentó diferentes campañas militares españolas ordenadas por cédulas reales de la Corona de Castilla y financiadas tanto por el virreinato, como por la iglesia como por encomenderos particulares.

## Preludio

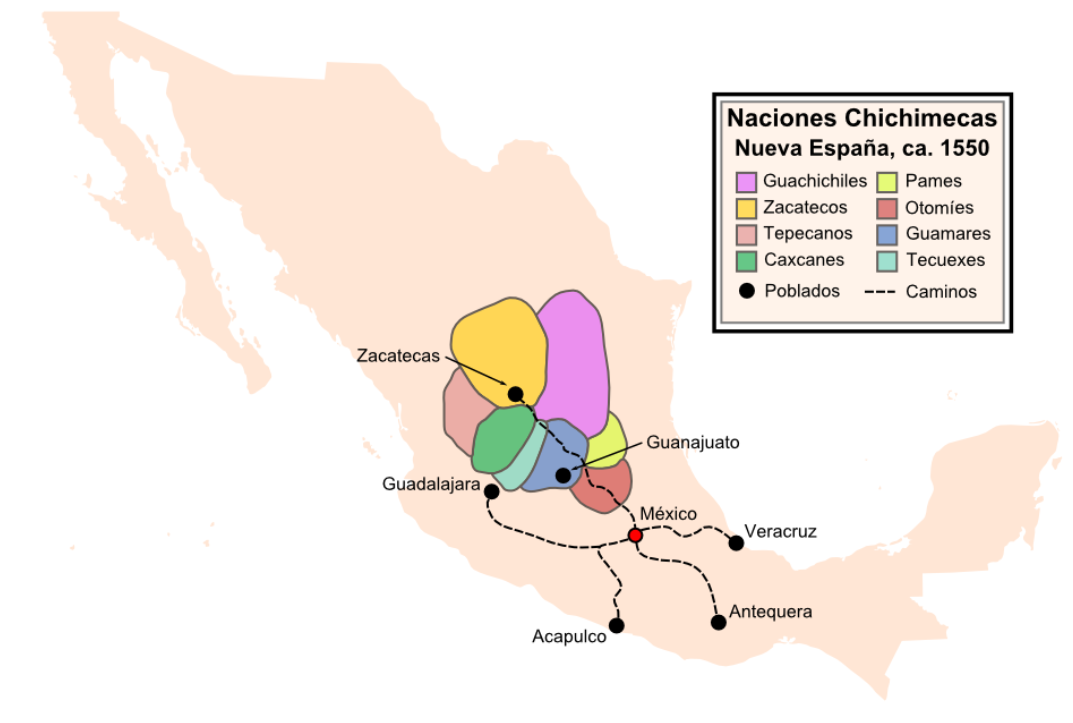
Mapa de las naciones Chichimecas, hacia 1550.

En 1546, se dio el hallazgo del que sería el segundo mayor depósito de plata de todo el continente,cerca del Cerro de la Bufa, en Zacatecas. El descubridor, Juan de Tolosa, encontró los depósitos al pie del cerro después de que un grupo de naturales del lugar le dieran un par de piezas de oro el 8 de septiembre del mismo año, sin embargo, la ciudad se fundó en 1548. Atraídos por la posible riqueza metalúrgica, miles de personas migraron del sureste de México y entraron al corazón de “la Gran Chichimeca”, y se establecieron cerca de las minas de San Martín, Chalchihuites, Avino, Sombrerete, Fresnillo, Mazapil y Nieves. Los españoles habían tratado de someter a los indios chichimecas —en realidad varias etnias—; por ese tiempo, los soldados españoles entraban a pequeños establecimientos indígenas, capturaban a sus pobladores y los llevaban a trabajar en las minas a manera de esclavos, con lo que desobedecían las órdenes de la corona y del virrey. Después de la caída de Tenochtitlan, los españoles dieron en creer que el pueblo chichimeca sería rápidamente derrotado por las armas, debido a su forma nómada de vida. Sin embargo, toparon con uno de los conflictos más catastróficos que habrían tenido con nativos.

## Conflicto prolongado y sangriento
La forma de vida de los chichimecas del desierto era de una manera inhóspita y sobrehumana para los ojos de los españoles, de la misma forma estos pensaban que los mismos eran seres sobrenaturales. Eran cazadores-recolectores que vivían con un conocimiento extenso de los territorios donde habitaban, además la guerra era una actividad constante entre las diferentes tribus que daban una serie de estrategias utilizando el territorio desértico. Todo ello significó que fue prácticamente imposible reducirlos rápidamente y los colonos se vieron envueltos en una sangrienta contienda que desgastó la idea de extraer rápidamente los recursos minerales de la región. 
Autores como Philip Powell y Jiménez Moreno, basándose en cronistas anteriores como Rubén Villaseñor o Gil González Dávila, describen diferentes perspectivas de las crudezas del conflicto:

«...Juan de Aromua dijo que había hecho una entrada Martel y que había traído muchos niños y mujeres (...) también agrega (...) cuál era el procedimiento para atrapar salvajes: "En el pueblo de Tecualtiche (...) Juan de Aromua dijo que estando tratando con Luis de Castro sobre estos guachichiles dijo que como habían dicho en Guadalajara (...) antes de que llegaran a la ranchería (...) tocaban las trompetas para que se huyesen los gandules y para que tomasen la gente menuda, mujeres y niños"».
Rubén Villaseñor

Asimismo los autores agregan: 

En su manera de pelear con arco y flechas, desnudos;… y si acaso andan vestidos se desnudan para tal efecto, traen su aljiba siempre llena de flechas, y cuatro o cinco de ellas en la mano del arco, para aprovecharse más pronto de ellas… pelean apartados unos de otros y ninguno se pone detrás de el otro… los más acometimientos que hacen es de sobresalto, estando escondidos y salen de repente… de otra arma más, que arco y flecha, no usan, y esta por cierto es harto dañosa por la presteza que en si tiene, que se ha visto un soldado tener el arcabuz en el rostro, y darle, antes que pudiese desarmar, un flechazo con que le clavaron entre ambas manos… con ellos no se ha podido pelear en guerra descubierta, porque luego huyen a la sierra y se esconden en ella.
Gil González Dávila

Se registraron constantes ataques a las caravanas de comercio españolas que transitaban la denominada Ruta de la Plata que eran dos rutas del norte, una que comenzaba desde Nuevo México hasta el valle de México pasando por la Nueva Galicia y otra que provenía de San Luis Potosí, para contenerlos los españoles construyeron los denominados presidios o ciudades-presidios que eran fortificaciones que utilizando muros, fosos y calles de tamaño reducidas podían reducir los riesgos de saqueo y destrucción de los pueblos chichimecas. En este periodo también fueron destruidos varios asentamientos españoles, como es el caso del pueblo minero de Real de Catorce que se refundó hasta 1582.
El virreinato de Nueva España mantuvo una desgastante actitud bélica frente a los indígenas del centro-norte hasta que fue encomendado el mestizo Miguel Caldera de padre español y madre guachichil para la conquista de esas tierras, ello significaría el uso de una nueva estrategia de pacificación.

## La "Compra de la paz"

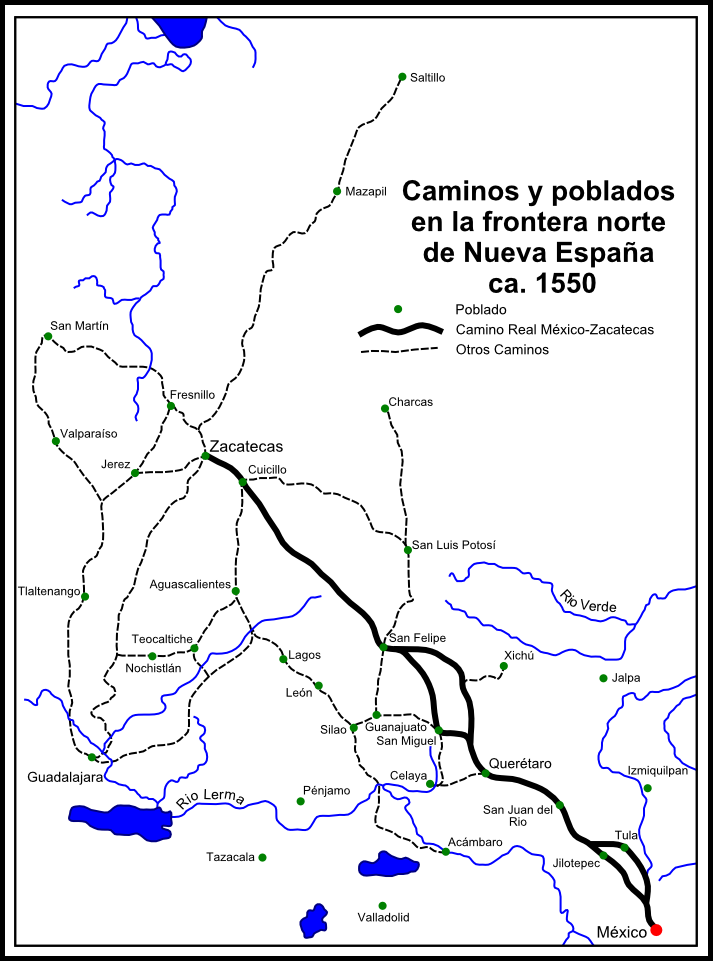
Mapa de los caminos y poblados en la frontera norte de Nueva España

Con el relativo fracaso de la estrategia de ciudades-presidio, el virreinato de la Nueva España de Luis de Velasco y Castilla optó por dar apoyos en alimentos y materiales a los indígenas a cambio de una rendición negociada y a la apertura de los grupos tribales a una "conquista espiritual" por parte de los misioneros. El mediador entre los españoles y los pueblos chichimecas, fueron los denominados "Indios de Paz" que eran grupos indígenas evangelizados como tlaxcaltecas y purépechas, de esta manera se logró una pacificación rápida.
A pesar de la "compra de la Paz" algunos grupos indígenas que huyeron a las montañas continuaron con esporádicas rebeliones bélicas, tal es el caso de los Wixarikas (Huicholes) en toda la región de la Gran Chichimeca. Ellos compraron la paz con docenas de sus agriculturas  y con eso se pudo pactar la paz  hasta 1791.
Nota: en el mapa adjunto se señala la ubicación de la villa de Santiago del Saltillo, pero esta población no existía hacia el año de 1550, sino que fue fundada hasta por el año de 1570, pero la presencia de españoles en esa región se puede estimar que fue como desde el año de 1560, cuya presencia era temporal y tenía dos propósitos: tratar de localizar vetas de plata o placeres de oro, así como capturar indígenas nómadas para esclavizarlos para venderlos a los dueños de las minas de Zacatecas, Durango y Guanajuato. Es necesaria esta aclaración...